# Marshall McLuhan
Herbert Marshall McLuhan, född 21 juli 1911 i Edmonton, Alberta, död 31 december 1980 i Toronto, Ontario, var en kanadensisk professor i engelsk litteratur, litteraturkritiker och kommunikationsteoretiker. Han är ofta citerad och en viktig källa inom medie- och kommunikationsvetenskap. På 1960-talet myntade han begrepp som The Global Village och The medium is the message.

## Biografi
McLuhan föddes i Edmonton i Alberta och växte upp i Winnipeg i Manitoba. Han avlade magisterexamen i engelsk litteratur 1934 i Manitoba. Han flyttade vidare och avlade kandidatexamen vid universitetet i Cambridge under I.A. Richards och F.R. Leavis. År 1951 skrev han sin första bok, The Mechanical Bride. Från 1937 till 1944 undervisade han i engelska vid Saint Louis University. Från 1944 till 1946 undervisade han vid Assumption College i Windsor, Ontario. Mellan 1946 och 1979 undervisade han vid St. Michael's College, University of Toronto.